# يوكو كواكامي
يوكو كواكامي (باليابانية: 川上優子؛ بالكانا: かわかみ ゆうこ) هي منافسة ألعاب القوى يابانية، ولدت في 1 أغسطس 1975.

## وصلات خارجية
- يوكو كواكامي على موقع الاتحاد الدولي لألعاب القوى (الإنجليزية)
- يوكو كواكامي على موقع أوليمبيديا (الإنجليزية)